# San Carlos (Californie)
Pour les articles homonymes, voir San Carlos.
San Carlos est une ville du comté de San Mateo en Californie, qui se trouve à mi-chemin entre San Francisco et San José. Il s'agit d'une petite banlieue résidentielle aisée située entre Belmont au nord et Redwood City, au sud. La municipalité a été constituée en 1925. En 2010, la population était de 28 406 habitants.
On y trouve en particulier le siège de l'entreprise Tesla.

## Démographie
| 1930  | 1940  | 1950   | 1960   | 1970   | 1980   |
| ----- | ----- | ------ | ------ | ------ | ------ |
| 1 132 | 3 520 | 14 371 | 21 370 | 26 053 | 24 710 |

| 1990   | 2000   | 2010   | - | - | - |
| ------ | ------ | ------ | - | - | - |
| 26 167 | 27 718 | 28 406 | - | - | - |